# Ostha
Ostha là một chi bướm đêm thuộc họ Erebidae.